# Terremoto de Lima y Callao de 2025
El Terremoto de Lima y Callao de 2025 fue un movimiento telúrico ocurrido el 15 de junio de 2025, a las 11:35:23, hora local (16:35 UTC), de magnitud 5.6 Mw según el Servicio Geológico de Estados Unidos y de 6.1 de acuerdo al Instituto Geofísico del Perú. El epicentro fue en el mar peruano, frente a la Provincia Constitucional del Callao, a 37 km al suroeste de esta, en la región costera central del país. El IGP considera que este terremoto es el mayor «sacudimiento de tierra en Lima desde el ocurrido en Pisco en 2007».

## Contexto tectónico
Perú se encuentra sobre el límite destructivo donde la placa de Nazca se subduce bajo la placa Sudamericana a lo largo de la línea de la fosa Perú-Chile. Las dos placas convergen una hacia la otra a un ritmo de aproximadamente 78 mm o 3 pulgadas por año.
Hernando Tavera, del Instituto Geofísico del Perú, afirmaba que la zona costera de Perú estaba en «un periodo de silencio sísmico, después del terremoto de Lima de 1746». Por ende, en los días anteriores, se había advertido nuevamente sobre la «posibilidad de un terremoto de magnitud mayor a 8 con epicentro en Lima y Callao». De igual manera, el 2 de junio de 2025, un sismo de 3.8 fue perceptible en la madrugada en partes de Lima y tuvo un epicentro cercano a Manchay, siendo considerados por muchos como «un sismo premonitor al del 15 de junio».

## Desarrollo
El sismo afectó principalmente a las zonas de Lima Metropolitana y la Provincia Constitucional del Callao, cobrando la vida de un hombre de 37 años que nació en 1988 en el distrito de Independencia, quien falleció tras la caída de una pared durante el movimiento telúrico, y de otro hombre de 62 años en el Callao. La prensa destacó el hecho de que el movimiento telúrico haya ocurrido en el marco de las celebraciones por el Día del Padre, hecho que provocó mayor aglomeración en supermercados y calles peruanas.
El Instituto Geofísico del Perú (IGP) informó inicialmente que la magnitud del sismo era de 6,0, aunque posteriormente la actualizó a 6,1. De acuerdo a su reporte, el epicentro se ubicó en el mar, a 30 km al suroeste del Callao y a una profundidad de 49 km.  Posteriormente, se emitió el reporte del Servicio Geológico de Estados Unidos que lo detectaba como de «magnitud 5.6». El sismo tuvo como epicentro el mar peruano, a 23 km al oeste-suroeste del Callao y a 30 km al oeste de San Isidro, Lima, Perú. Se localizó a 40.0 km de profundidad y tuvo una intensidad máxima aproximada en la Escala Mercalli Modificada de entre V a VIII según las microzonas sísmicas locales y de acuerdo a los diferentes tipos de suelo de ambas ciudades. El movimiento telúrico fue percibido en los distritos cercanos a la costa como San Miguel, Miraflores, Chorrillos y La Punta. En zonas más alejadas, como Ate, Puente Piedra y Chaclacayo, la intensidad fue de nivel IV. De igual manera este contó con percepción en lugares como Chincha Alta, Canta, Huaral, Huacho y Chancay.

## Consecuencias

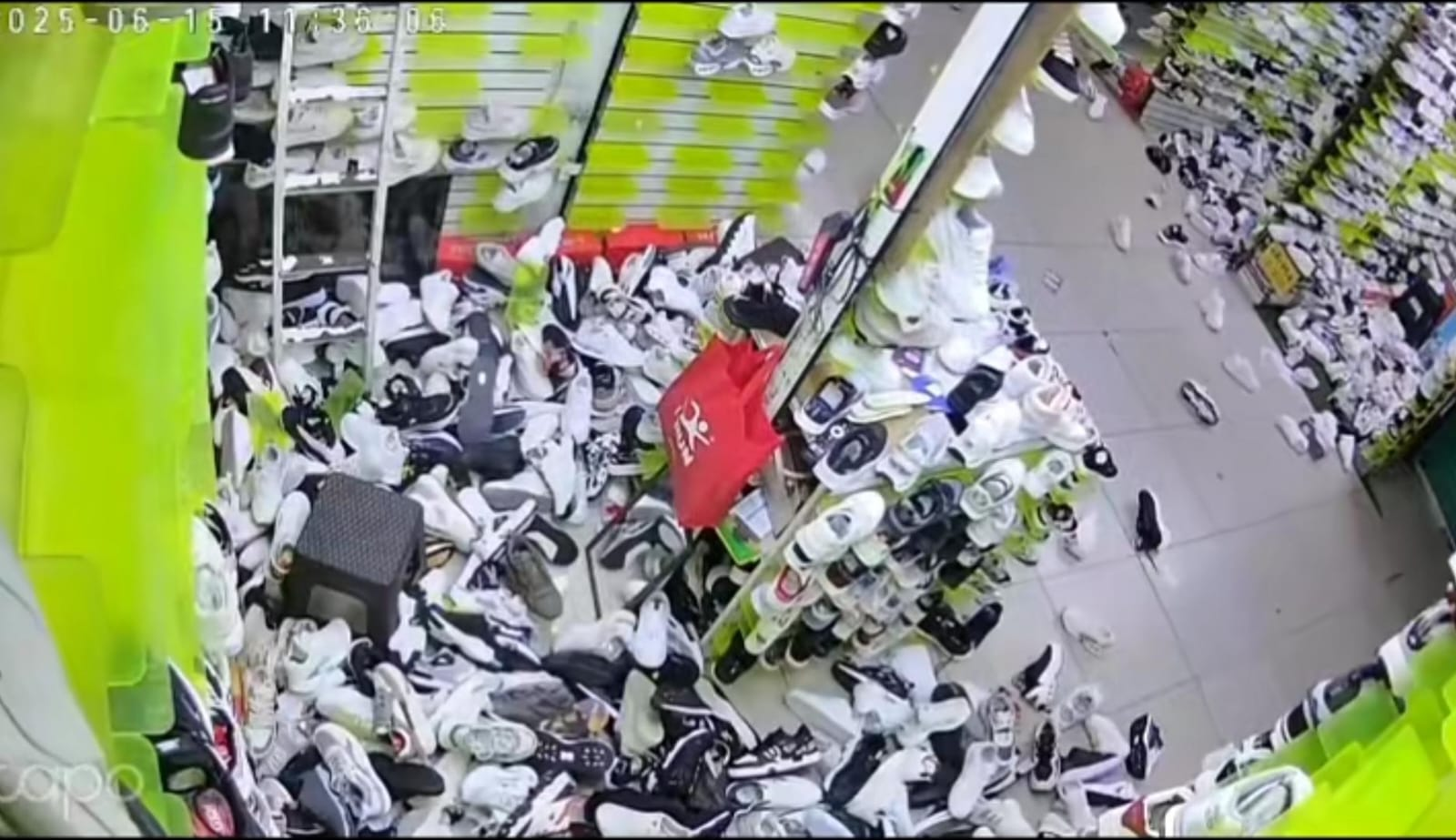
Imagen de una CCTV del momento en el que múltiples cajas de zapatos caen en una tienda tras el sismo ocurrido.

En la zona del acantilado del malecón Paul Harris, en Barranco, se reportó una gran grieta en la superficie del paseo peatonal. En diversos distritos de Lima, como Breña, La Molina, Los Olivos, Ate Vitarte, Chorrillos y San Juan de Lurigancho, se registraron caídas parciales de muros, ventanas y techos livianos, incluyendo el caso del último, el colapso del techo de una comisaría. Varios centros comerciales, entre ellos algunas sedes de Plaza Vea y Metro, reportaron daños estructurales menores y fueron evacuados como medida de precaución. Varias baldosas del centro comercial Plaza Norte colapsaron a causa del sismo, así como parte del techo de la Estación Balta del Metropolitano. Algunas vías importantes quedaron temporalmente bloqueadas debido al desprendimiento de rocas, como ocurrió en varios tramos de la Costa Verde. El servicio del Metro de Lima y Callao se paralizó brevemente en sus principales líneas.

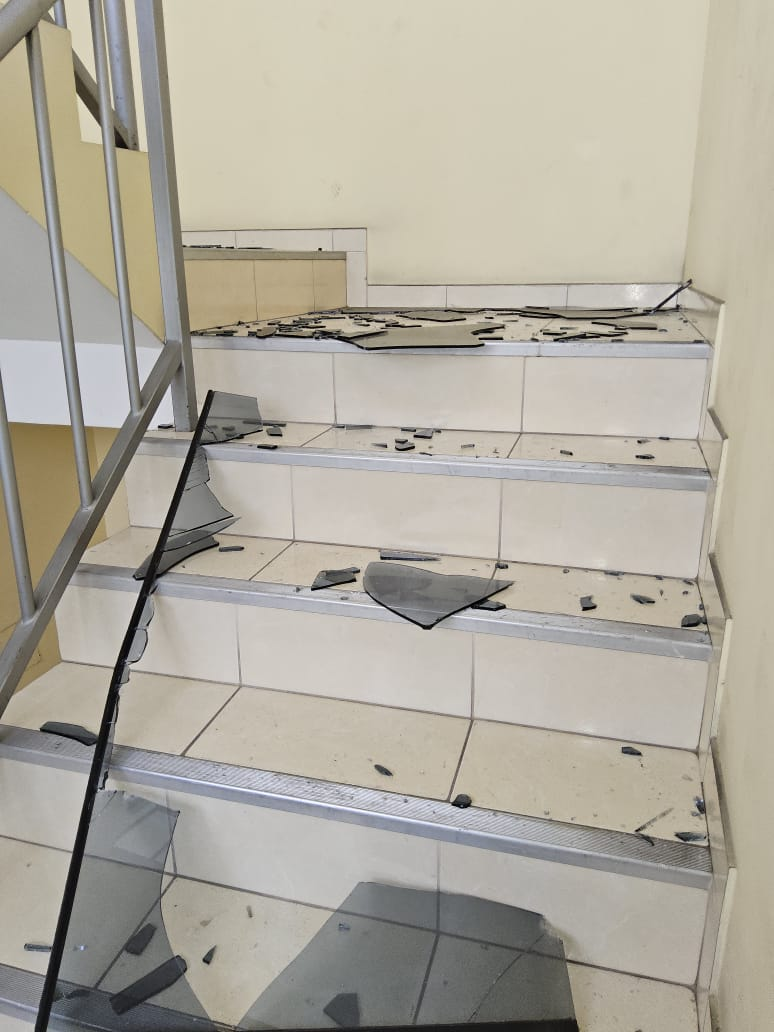
Daños en vivienda de Lima Metropolitana.

Un partido de la Liga 1 el Sporting Cristal y el Deportivo Garcilaso disputado en el Estadio Alberto Gallardo, tuvo que detenerse por algunos minutos a causa del movimiento telúrico, aunque la directiva del club Sporting Cristal descarto daños notables. Parte de la estructura de la sede de Universidad Privada del Norte ubicada en Los Olivos resultó dañada, al igual que el sitio arqueológico Huaca Pucllana. De igual manera, se reportó que al menos cinco colegios Bicentenario quedaron siniestradas, aunque únicamente en la «I.E. 6037 Inca Pachacútec» se tomo la medida de realizar clases remotas, al presentar afecciones mayores al resto. En la zona de la UGEL 05 se decidió que al menos 3 colegios realicen clases virtuales, tras quedar con graves daños. En el distrito de Puente Piedra, un colegio privado sufrió rupturas en parte de sus instalaciones, al igual que otro en el distrito de Comas y uno en el distrito de Chorrillos, que tenía una puerta rota.[cita requerida] De acuerdo a un informe del DRELM, aproximadamente 182 instituciones educativas, ya sean particulares o estatales, sufrieron daños, incluyendo la Institución Educativa Emblemática Alfonso Ugarte, donde se registraron grietas en las escaleras y paredes, aunque sus clases siguieron con normalidad, al no considerarse «muy graves».
Se registraron cortes de luz en Lima Sur, específicamente en Villa el Salvador y Villa María del Triunfo, también se reportaron problemas de conexión a internet y telefonía. El Aeropuerto Internacional Jorge Chávez no sufrió daños significativos, aunque varios vuelos fueron brevemente retrasados mientras se realizaban inspecciones de seguridad. Hasta la tarde del 15 de junio, se habían registrado múltiples réplicas leves. La Marina del Perú descarto una posible alerta de tsunami, aunque el acceso a varias playas de Lima Metropolitana quedó bloqueado por las autoridades distritales a lo largo del día frente al incremento del oleaje y por causas de prevención, entre ellas destacando las playas Barranquito y Los Delfines. El centro comercial Larcomar fue clausurado por la municipalidad de Miraflores tras sufrir ciertos daños estructurales. Se identificaron al menos 51 viviendas deterioradas, entre estas 2 que quedaron prácticamente inhabitables, a menos que se realice un proceso de reconstrucción en ambos casos.

### Réplicas
De acuerdo al IGP, se registraron al menos 5 réplicas perceptibles tras el sismo original, siendo la de mayor magnitud, una de 4.2 ocurrida el 16 de junio de 2025 a las 12:40 (UTC-5)  Aunque ciertos medios de comunicación reportan que varios microsismos pudieron haber ocurrido a lo largo del día.
A continuación se muestran las réplicas con magnitud 3,0 o superior:
| Réplicas del terremoto del Callao del 15 de junio | Réplicas del terremoto del Callao del 15 de junio | Réplicas del terremoto del Callao del 15 de junio  | Réplicas del terremoto del Callao del 15 de junio | Réplicas del terremoto del Callao del 15 de junio |           |               |
| Fecha                                             | Hora local                                        | Ubicación                                          | Profundidad                                       | MW                                                | Tipo      | Ref.          |
| ------------------------------------------------- | ------------------------------------------------- | -------------------------------------------------- | ------------------------------------------------- | ------------------------------------------------- | --------- | ------------- |
| 15 de junio                                       | 12:03:46                                          | 39 km al SO de Provincia Constitucional del Callao | 29 km                                             | 3.6                                               | Directa   | [ 58 ]        |
| 16 de junio                                       | 12:40:17                                          | 32 km al O de Provincia Constitucional del Callao  | 56 km                                             | 4,2                                               | Directa   | [ 56 ]        |
| 17 de junio                                       | 00:31:31                                          | 34 km al suroeste del distrito de Ancón            | 49 km                                             | 3,7                                               | Indirecta | [ 59 ] [ 60 ] |

## Reacciones
- La presidenta Dina Boluarte viajó a Costa Verde para supervisar los daños e instó a mantener la calma en un mensaje público.[61][62]
- El presidente del consejo de ministros, Eduardo Arana Ysa, mencionó que «el gobierno actuó desde el primer minuto con responsabilidad y decisión para proteger a la población» y recomendó a la población a «confiar en las instituciones y a mantener activos sus planes familiares de emergencia».[63]
- El cardenal Carlos Castillo Mattasoglio, que se encontraba en la misa matutina del domingo, pidió a los presentes que se tranquilizaran y siguió el protocolo para poder evacuarlos en la catedral de Lima.[64]
- El alcalde de Lima, Rafael López Aliaga, criticó la reacción de la prensa ante su «ausencia frente al temblor», justificándose en base al siguiente mensaje: «Uno trabajando, buscando todo el material para asistir a la gente que se le había caído todos sus muros, (y preguntan) ¿Dónde está el alcalde? Trabajando, pues, señores, trabajando».[65]
- La congresista Lady Camones propuso que se implementara de forma obligatoria la función de radio FM en los teléfonos móviles.[66] El proyecto fue aprobado por la Comisión de Transportes y Comunicaciones, pero fue criticado por la Asociación para el Fomento de la Infraestructura Nacional, que señaló que los teléfonos más recientes no suelen incorporar esta función.[67]
- El actor internacional Édgar Vivar, publicó un tuit que decía: «Amigos de Perú; deseo de corazón que el sismo reciente no sea de grandes consecuencias. Por favor, repórtense».[68]
- El actor peruano Andrés Wiese publicó una imagen en sus historias de Instagram acompañado del texto: «Pensé que nos venía un terremoto. Espero que todos estén bien».[69]
- El actor Guillermo Castañeda mencionó: «la falta de la alarma del SISMATE que prometieron» frente al sismo, en forma de crítica.[69]
- La pastora evangélica Nélida Rojas, durante una asamblea en el distrito de San Martin de Porres, tomó el sismo como una señal divina, pidiendo a Dios que sea «más fuerte».[70]